# Divatte-sur-Loire
Pour les articles homonymes, voir Divatte.
Divatte-sur-Loire est, depuis le 1er janvier 2016, une commune nouvelle française née de la fusion des communes de La Chapelle-Basse-Mer et Barbechat dans le département de Loire-Atlantique, en région Pays de la Loire.

## Géographie
Divatte-sur-Loire est située au nord-est du Vignoble nantais, sur la rive sud de la Loire, à environ :
- 18 km à l'est de Nantes (Loire-Atlantique) ;
- 50 km au nord-ouest de Cholet (Maine-et-Loire) ;
- 80 km au sud-ouest d'Angers (Maine-et-Loire).

Elle s'étend jusqu'à la rivière Divatte, limite départementale de la Loire-Atlantique et du Maine-et-Loire, et ancienne limite de la Bretagne et de l'Anjou.
| Mauves-sur-Loire          |                     | Orée d'Anjou |
| Thouaré-sur-Loire         | Divatte-sur-Loire   |              |
| Saint-Julien-de-Concelles | Le Loroux-Bottereau |              |

### Climat
Pour des articles plus généraux, voir Climat des Pays de la Loire et Climat de la Loire-Atlantique.
En 2010, le climat de la commune est de type climat océanique franc, selon une étude du CNRS s'appuyant sur une série de données couvrant la période 1971-2000. En 2020, Météo-France publie une typologie des climats de la France métropolitaine dans laquelle la commune est exposée à un climat océanique et est dans la région climatique  Bretagne orientale et méridionale, Pays nantais, Vendée, caractérisée par une faible pluviométrie en été et une bonne insolation. 
Pour la période 1971-2000, la température annuelle moyenne est de 11,8 °C, avec une amplitude thermique annuelle de 13,8 °C. Le cumul annuel moyen de précipitations est de 772 mm, avec 12,6 jours de précipitations en janvier et 6,5 jours en juillet. Pour la période 1991-2020, la température moyenne annuelle observée sur la station météorologique de Météo-France la plus proche, « Haie-Fouassière », sur la commune de La Haie-Fouassière à 14 km à vol d'oiseau, est de 12,8 °C et le cumul annuel moyen de précipitations est de 858,5 mm,. Pour l'avenir, les paramètres climatiques de la commune estimés pour 2050 selon différents scénarios d'émission de gaz à effet de serre sont consultables sur un site dédié publié par Météo-France en novembre 2022.

## Urbanisme

### Typologie
Au 1er janvier 2024, Divatte-sur-Loire est catégorisée commune rurale à habitat dispersé, selon la nouvelle grille communale de densité à sept niveaux définie par l'Insee en 2022.
Elle appartient à l'unité urbaine de Divatte-sur-Loire, une unité urbaine monocommunale constituant une ville isolée,. Par ailleurs la commune fait partie de l'aire d'attraction de Nantes, dont elle est une commune de la couronne,. Cette aire, qui regroupe 116 communes, est catégorisée dans les aires de 700 000 habitants ou plus (hors Paris),.

## Toponymie
Le toponyme fait référence à la Divatte, rivière marquant la limite des deux communes avec leur voisine du Maine-et-Loire (Landemont, Saint-Sauveur-de-Landemont, Champtoceaux, La Varenne, Bouzillé, Liré, Drain, Saint-Christophe-la-Couperie et Saint-Laurent-des-Autels constituant la commune nouvelle d'Orée-d'Anjou) qui se jette dans la Loire, ainsi qu'à la levée qui longe le fleuve depuis La Chapelle-Basse-Mer. Ce nom fut choisi à la suite d'une consultation des habitants des deux communes qui le plébiscitèrent contre trois autres propositions : « Pont-sur-Divatte », « Villeneuve-sur-Divatte » et « Castel-sur-Divatte », ainsi que deux variantes possibles : « Divaloire » et « Neuville-sur-Divatte ». Les habitants de la nouvelle entité sont appelés les Divattais.
Contesté par l'historien Reynald Secher dont la famille est originaire de La Chapelle-Basse-Mer, et par quelque habitants, le nom de la commune nouvelle choisi par les conseils municipaux des deux communes constituantes fait l'objet d'un recours auprès du tribunal administratif de Nantes qui annule le 24 juillet 2018, l'arrêté préfectoral qui avait entériné ce toponyme en octobre 2015. Les juges ont toutefois décidé que cette annulation ne prendrait effet qu’à compter du 20 octobre 2018.
Le 11 octobre 2018, un arrêté préfectoral nomme à nouveau la commune Divatte-sur-Loire.

## Histoire
À la suite de l'échec d'un projet de fusion de l'ensemble des communes membres de la communauté de communes Loire-Divatte sous le régime de la commune nouvelle, dans le courant de l'année 2015, La Chapelle-Basse-Mer et Barbechat entament des pourparlers afin de constituer une entité unique, reconstituant ainsi une unité administrative entre les deux communes qui perdura jusqu'à la création de la commune de Barbechat en 1868. La création de la commune de « Divatte-sur-Loire » est ainsi décidée à la suite de votes émis par les conseils municipaux respectifs, le 22 septembre 2015, décision entérinée par l'arrêté préfectoral du 20 octobre 2015.

## Politique et administration

### Rattachements administratifs et électoraux

#### Circonscriptions de rattachement
Divatte-sur-Loire appartient à l'arrondissement de Nantes et au canton de Vallet, dont le périmètre a été modifié lors du redécoupage cantonal de 2014.
Pour l'élection des députés, la commune fait partie de la dixième circonscription de la Loire-Atlantique, représentée depuis juin 2012 par Sophie Errante (RE, ex-PS).

#### Intercommunalité
Depuis le 1er janvier 2017, date de sa création, Divatte-sur-Loire appartient à la communauté de communes Sèvre et Loire. Cette intercommunalité est issue de la fusion des communautés de communes de Vallet et de Loire-Divatte. La commune nouvelle a fait brièvement partie de cette dernière.
| Élections                  | Élections                     | Circonscription électorale            | Élu de la circonscription        | Élu de la circonscription | Élu de la circonscription | Élu de la circonscription |
| Niveau                     | Type                          | Circonscription électorale            | Titre                            | Nom                       | Début de mandat           | Fin de mandat             |
| -------------------------- | ----------------------------- | ------------------------------------- | -------------------------------- | ------------------------- | ------------------------- | ------------------------- |
| Commune / Intercommunalité | Municipales et communautaires | Divatte-sur-Loire                     | Maire                            | Christelle Braud          | 2020                      | 2026                      |
| Commune / Intercommunalité | Municipales et communautaires | Communauté de communes Sèvre et Loire | Présidente de l'intercommunalité | Christelle Braud          | 2020                      | 2026                      |
| Département                | Départementales               | Canton de Vallet                      | Conseillère départementale       | Charlotte Luquiau         | 2021                      | 2028                      |
| Département                | Départementales               | Canton de Vallet                      | Conseiller départemental         | Jean-Pierre Marchais      | 2021                      | 2028                      |
| Région                     | Régionales                    | Pays de la Loire                      | Présidente du conseil régional   | Christelle Morançais      | 2021                      | 2028                      |
| Pays                       | Législatives                  | Dixième circonscription               | Députée                          | Sophie Errante            | 2022                      | 2027                      |

#### Communes déléguées
| Nom                           | Code Insee | Intercommunalité | Superficie (km2) | Population (dernière pop. légale) | Densité (hab./km2) |
| ----------------------------- | ---------- | ---------------- | ---------------- | --------------------------------- | ------------------ |
| La Chapelle-Basse-Mer (siège) | 44029      | CC Loire Divatte | 22,14            | 5 256 (2013)                      | 237                |
| Barbechat                     | 44008      | CC Loire Divatte | 11,76            | 1 339 (2013)                      | 114                |

Selon l'arrêté préfectoral du 20 octobre 2015, le chef-lieu de la commune nouvelle est fixé à la mairie de La Chapelle-Basse-Mer.

### Administration municipale
Pour la période 2016-2020, le nombre de membres du conseil municipal de la commune nouvelle est fixé à 44 élus, regroupant l'ensemble des membres des conseillers municipaux des communes constitutives. Le bureau municipal est composé de seize membres : un maire, douze adjoints (dont deux maires délégués) et trois conseillers municipaux délégués.
Depuis les élections municipales de 2020, date du premier renouvellement suivant la création de la commune nouvelle, « le conseil municipal comporte un nombre de membres égal au nombre prévu à l'article L. 2121-2 pour une commune appartenant à la strate démographique immédiatement supérieure », soit 33 sièges.

### Tendances politiques et résultats
Depuis l'élection d'Emmanuel Macron à la présidence de la République, Divatte-sur-Loire place en tête les candidats de La République en marche, lors des élections présidentielle (2017), législatives (2017) et européennes (2019). Seule exception, les régionales de 2021, où la liste d'union du centre et de la droite conduite par Christelle Morançais arrive en première position.
Lors du premier tour de l'élection présidentielle de 2022, Emmanuel Macron arrive largement en tête devant Marine Le Pen et Jean-Luc Mélenchon, les deux premiers candidats progressant par rapport au scrutin précédent. Au second tour, le président sortant remporte 65,66 % des suffrages exprimés face à la candidate du Rassemblement national. Aux élections législatives, la députée macroniste sortante Sophie Errante (investie par la coalition Ensemble) vire en tête au premier tour mais elle est talonnée par le candidat de la NUPES Bruno Cailleteau. La députée sortante recueille la majorité des suffrages – 57,00 % – dans la commune lors du second tour de scrutin.

### Liste des maires
| Période        | Période  | Identité         | Étiquette | Qualité |
| -------------- | -------- | ---------------- | --------- | --- |
| 5 janvier 2016 | En cours | Christelle Braud | DVD       | Technicienne administrative Présidente de la CC Sèvre et Loire (2020 → ) Ancien maire de La Chapelle-Basse-Mer (2014 → 2015) |

## Population et société

### Démographie
L'évolution du nombre d'habitants est connue à travers les recensements de la population effectués dans la commune depuis sa création.

En 2022, la commune comptait 7 158 habitants, en évolution de +6,63 % par rapport à 2016 (Loire-Atlantique : +6,68 %, France hors Mayotte : +2,11 %).
| 2014  | 2015  | 2020  | 2022  |
| ----- | ----- | ----- | ----- |
| 6 664 | 6 701 | 7 042 | 7 158 |

Selon le classement établi par l'Insee, Divatte-sur-Loire est une ville isolée qui fait partie de l'aire urbaine et de la zone d'emploi de Nantes et du bassin de vie de Saint-Julien-de-Concelles. Toujours selon l'Insee, sur la base du regroupement des données des communes ayant formé la commune nouvelle, en 2010, la répartition de la population sur le territoire de la commune était considérée comme « peu dense » : 100 % des habitants résidaient dans des zones « peu denses ».